# Globignatha rohri
Espèce
Synonymes
- Symphytognatha rohri Balogh & Loksa, 1968

Globignatha rohri est une espèce d'araignées aranéomorphes de la famille des Symphytognathidae.

## Distribution
Cette espèce est endémique du Pará au Brésil,.

## Publication originale
- Balogh & Loksa, 1968 : The scientific results of the Hungarian soil zoological expeditions to South America. 7. Arachnoidea. Description of Brasilian spiders of the family Symphytognathidae. Acta zoologica Academiae Scientiarum Hungaricae, vol. 14, p. 287-294.